# ۸۲۳ (قمری)
۸۲۳ (قمری)، هشتصد و بیست و سومین سال در گاهشماری هجری قمری است. اول محرم این سال برابر با بیست و ششم ژانویه سال ۱۴۲۰ میلادی است.

## وابسته
- مرینیان